# اورنیدازول
اورنیدازول (به انگلیسی: Ornidazole)
نام تجاری: Tiberal – تولید شرکت Roche سوئیس
رده درمانی: نیترو ایمیدازول، آنتی بیوتیک
اشکال دارویی: قرص

## موارد مصرف
درمان آمیبها و تک یاخته‌ها مانند ژیاردیا، انتاموبا، تریکوموناس و باکتری‌های بی هوازی گرم مثبت و گرم منفی مؤثر است. به طور خاص در درمان کلستریدیوم به جای وانکومایسین و همچنین در درمان هلیکوباکتر پیلوری و عفونت‌های داخل شکمی کاربرد دارد.
به عنوان پیشگیری از عفونت‌های جراحی به همراه یک آنتی بیوتیک مؤثر بر هوازی‌ها استفاده می‌شود. همچنین در درمان بیماری کرون بعد از برداشتن روده کاربرد دارد.
در درمان تریکوموناس واژینالیس به صورت تک دوز ۱٫۵ گرم استفاده می‌شود.

## مکانیسم اثر
اورنیدازول یک آنتی بیوتیک از گروه نیترو ایمیدازولها و همانند مترونیدازول و تینیدازول است. به سرعت از راه خوراکی جذب می‌شود. نیمه عمر اورنیدازول همانند تینیدازول ۱۲ ساعت است اما مترونیدازول ۶ ساعت است.

## تداخلات دارویی
فنوباربیتال، فنی توئین یا ریفامپین باعث تضعیف اثر اورنیدازول می‌شوند. در صورت مصرف داروهای ضد انعقاد خوراکی مانند وارفارین ممکن است باعث ایجاد تظاهرات خونریزی شود.
در صورت مصرف با فلوروکینولون ها منجر به تظاهرات اعصاب و تشدید لرزش می‌شود.
در طول درمان از مصرف مشروبات الکلی خودداری شود.

## عوارض جانبی
از جمله عوارض جانبی شایع تر حالت تهوع، استفراغ، بی اشتهایی، لرزش، سرگیجه، خستگی، احساس طعم فلزی در دهان، ندرتاً واکنش‌های آلرژیک پوستی

## موارد منع مصرف
حساسیت شخص به دارو یا مشتقات نیتروایمیدازول‌ها
بیماران مبتلا به اختلالات CNS اعصاب

## مقدار مصرف
هر ۱۲ ساعت یک قرص ۵۰۰ میلی گرم

## اشکال دارویی
قرص ۵۰۰ میلی گرم